# Dorfkirche Lebusa

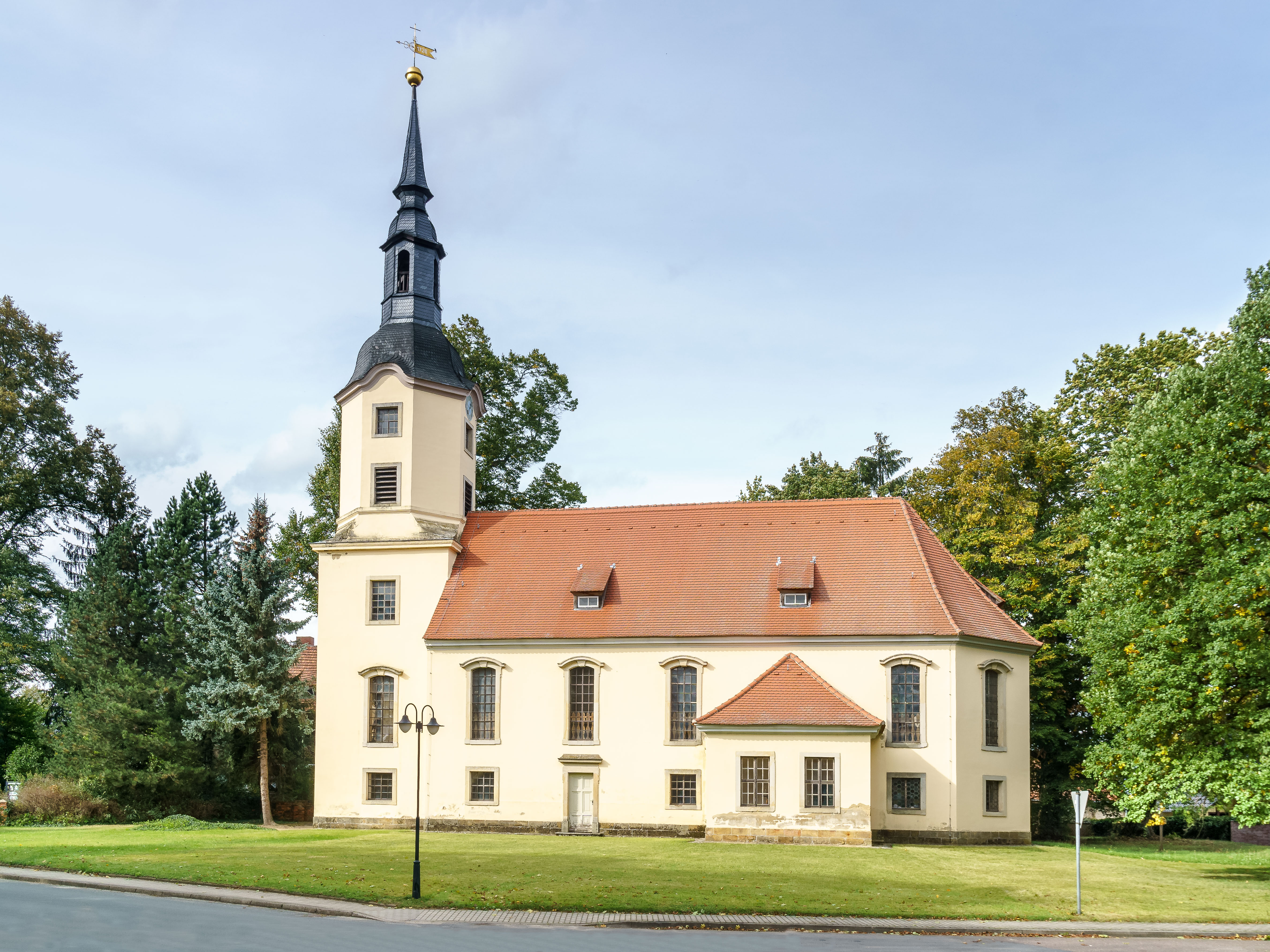
Dorfkirche Lebusa

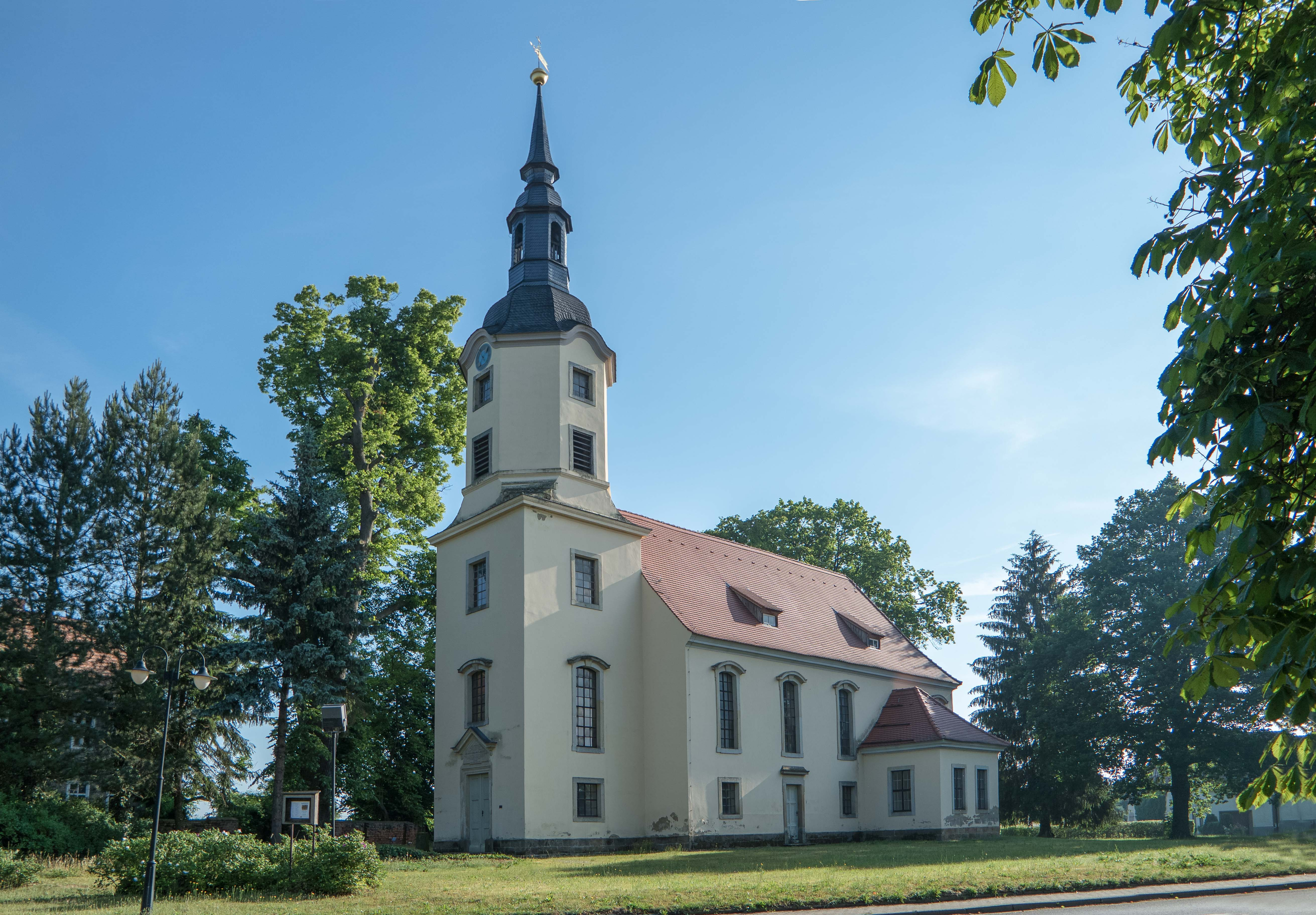
Südwestansicht

Die evangelische Dorfkirche Lebusa ist eine barocke Saalkirche in Lebusa des Amts Schlieben im Landkreis Elbe-Elster in Brandenburg. Sie gehört zur Kirchengemeinde Lebusa-Körba im Kirchenkreis Bad Liebenwerda der Evangelischen Kirche in Mitteldeutschland, ist vor allem für die Orgel Gottfried Silbermanns bekannt und kann nach Anmeldung besichtigt werden.

## Geschichte und Architektur
Die evangelische Kirche wurde 1725 bis 1727 als stattlicher verputzter Saalbau mit dreiseitigem Ostschluss und quadratischem Westturm erbaut; der Entwurf wird dem Zwingerbaumeister Matthäus Daniel Pöppelmann zugeschrieben. Die Kirche ist eine Stiftung des Kavallerie-Generals Moritz Friedrich von Milkau, eines Gesandten des polnischen Königs und Kurfürsten von Sachsen, August dem Starken. Der Sockel und die Rahmungen der zweizonig angeordneten Fenster bestehen aus Sandstein. Oben sind größere Stichbogenfenster mit Verdachungen angeordnet. Auf der Nord- und der Südseite sind symmetrische eingeschossige Logen mit Walmdächern angebaut. Der Turmgrundriss entwickelt sich vom Quadrat zum Achteck und wird durch eine verschieferte geschweifte Haube mit Laterne und hoher Spitze abgeschlossen. Eine Restaurierung des Äußeren erfolgte seit 1992.
Das Innere wird durch die dreiseitige, westlich konkav einspringende Empore der Bauzeit und durch die Putzdecke über einem Gesimsband geprägt, unter der im Nordosten und Südosten verglaste Herrschaftslogen eingebaut sind.

## Ausstattung
Die künstlerisch wertvolle und in ihrer Geschlossenheit in dieser Region seltene barocke Ausstattung bestimmt den Raumeindruck im Innern. Der ungewöhnlich monumentale Kanzelaltar von 1726 aus Sandstein mit hölzernem Kanzelkorb und Schalldeckel ist als steil proportionierter Pilasteraufbau mit gesprengtem Volutengiebel und marmorierter Fassung ausgeführt. Der geschweifte Kanzelkorb ist mit reichem Schnitzwerk und Engelsköpfchen verziert und mit einer Kanzelsanduhr ausgestattet, der Schalldeckel mit Troddeln und Flammenvase.
Die hölzerne Taufe aus dem ersten Viertel des 18. Jahrhunderts zeigt zwischen der achtseitigen Kuppa und dem vierseitigen Fuß plastisch gearbeitete Puttenköpfe zwischen geschwungenen Voluten.
In den Logenanbauten ist je ein reich geschmückter Fayence-Kachelofen aus dem Jahr 1727 mit Reliefs erhalten. Am nördlichen Ofen sind Chinoiserien mit einer bekrönenden Buddhafigur zu finden, am südlichen Reliefdarstellungen mit der Opferung Isaaks, Kain und Abel und dem Dankopfer Noahs sowie eine bekrönende Vase. An den inneren Chorwänden sind neun Figurengrabsteine der Gutsfamilie von Löser aus den Jahren 1536 bis 1605 zu finden, darunter drei Kindergrabsteine. Ein Totenschild für den Bauherren von Moritz Friedrich von Milkau († 1740) zeigt die Vita mit kriegerischen Emblemen.

## Orgel

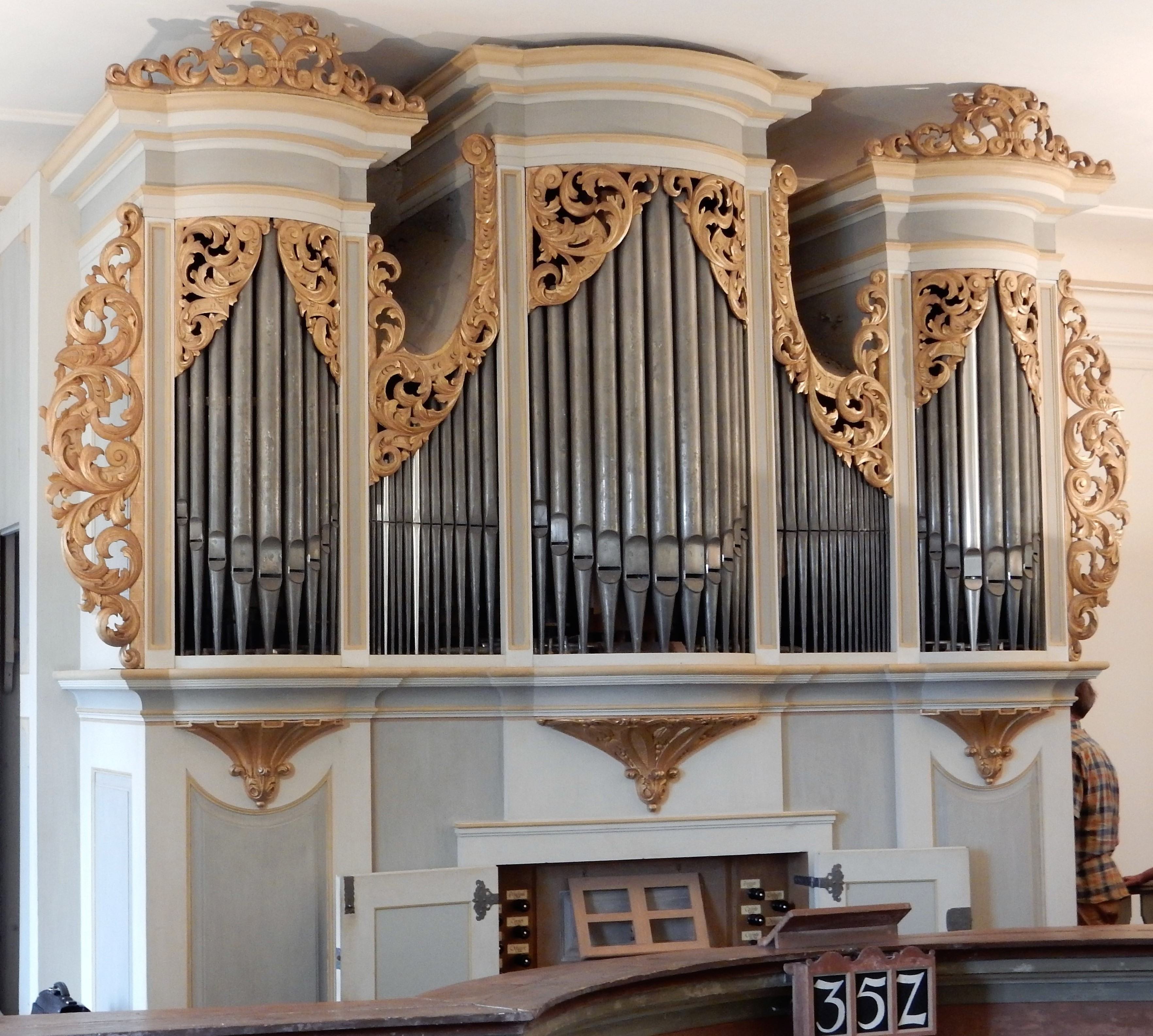
Silbermann-Orgel der Dorfkirche Lebusa

Die Orgel wurde vermutlich im Weihejahr der Kirche 1727 von Gottfried Silbermann erbaut. Die genaue Datierung ist unklar, liegt aber mit Sicherheit vor der ersten Erwähnung im Jahr 1730. Sie besitzt 14 Register auf einem Manual und Pedal.
Eine Restaurierung des Instrumentes erfolgte 1953 durch die Firma Jehmlich Orgelbau Dresden.
In den Jahren 1994 bis 1997 wurde durch die gleiche Firma eine umfassende Restaurierung und Rückführung aller technischen Teile in den Originalzustand durchgeführt. Das Pfeifenwerk mit 94 % Originalsubstanz wurde restauriert und der 1953 reduzierte Winddruck wieder auf den ursprünglichen Wert erhöht. Die Gehäusefassung wurde durch Hilke Frach-Renner und Peter Taubert restauriert.
Die Disposition lautet:
| Hauptwerk CD–c3    |       |
| Principal          | 8′    |
| Gedackt            | 8′    |
| Qvintaden          | 8′    |
| Prestant           | 4′    |
| Rohr-Flöte         | 4′    |
| Qvinte             | 3′    |
| Nassat             | 3′    |
| Octave             | 2′    |
| Qvinte             | 1 ⁄2′ |
| Sufflöt            | 1′    |
| Cornet III (ab c1) |       |
| Mixtur III         |       |

| Pedal CD–c1  |     |
| Subbaß       | 16′ |
| Posaunen-Baß | 16′ |

- Koppeln: I/P (fest angekoppelt)
- Nebenregister: Tremulant

Anmerkungen
- Tonhöhe: gegenwärtig a1 = 469,9 Hz
- Stimmung: nach 1997 Rekonstruktion entsprechend der wohltemperierten Stimmungsart von späteren Silbermannorgeln
- Winddruck: etwa 80 mmWS

### Aufnahmen der Silbermann-Orgel
- Orgelmusik auf dem YouTube-Kanal der Silbermannorgel Lebusa[3]